# Frédéric Bouché
 (octobre 2018).
Si vous disposez d'ouvrages ou d'articles de référence ou si vous connaissez des sites web de qualité traitant du thème abordé ici, merci de compléter l'article en donnant les références utiles à sa vérifiabilité et en les liant à la section « Notes et références ».
Frédéric Bouché, né le 10 avril 1948 à Paris et mort le 28 février 2000 au Maroc, est un peintre, sculpteur, graveur et lithographe français.

## Biographie
Né dans une famille d'artistes, son père François Bouché est sculpteur et professeur à l'École des beaux-arts de Marseille. Sa mère Jacqueline Sotta, née en 1925 et d'origine italienne par son père, est issue d'une famille d'artistes de Malesco (quinze peintres depuis la fin du XVIIIe siècle dont l'un fût élève d'Ingres).
Frédéric Bouché passe son enfance à Marseille, qu'il quittera vers l'âge de treize ans à la séparation de ses parents pour rejoindre Paris puis, à cette époque, la campagne à Vigneux-sur-Seine.
En 1967, il entre à l'École des arts appliqués de Zurich qu'il quitte au bout d'une année pour rejoindre en 1968 l'École des beaux-arts de Marseille et suivre les cours de son père.
En 1970, il réalise sa première exposition à l'âge de 22 ans à la Maison des jeunes et de la culture de Verneuil-sur-Avre. Cette première exposition sera suivie pendant près de trente années de nombreuses autres, en France et dans le monde (Suisse, Allemagne, Belgique, Danemark, Suède, Japon, etc.).
En 1974, Frédéric Bouché découvre la lithographie dans l'atelier des frères Mourlot à Paris avec Charles Sorlier, graveur-lithographe expert entre autres de Marc Chagall et Bernard Buffet.
En 1975, Frédéric Bouché participe au salon des Métamorphoses du désir au château de Montbéliard avec Hans Bellmer, Salvador Dalí, Paul Delvaux, Leonor Fini, Man Ray et Paul Wunderlich.
Un an après sa disparition en 2000 paraît un livre d'art sur son œuvre. Un hommage lui sera rendu à Quiberon par Luc Simon devant une nombreuse assistance d'amis et de collectionneurs.